# San Pedro Sacatepéquez (Guatemala)
San Pedro Sacatepéquez è un comune del Guatemala facente parte del dipartimento di Guatemala.
L'abitato nacque anteriormente alla venuta dei conquistadores spagnoli e la zona cadde sotto il loro dominio nel 1533 ad opera del capitano Juan de León y Cardona